# Форуш-де-Арран
Форуш-ди-Арран (порт. Foros de Arrão) — район (фрегезия) в Португалии, входит в округ Порталегри. Является составной частью муниципалитета Понти-ди-Сор. По старому административному делению входил в провинцию Рибатежу. Входит в экономико-статистический субрегион Алту-Алентежу, который входит в Алентежу. Население составляет 1037 человек на 2001 год. Занимает площадь 83,71 км².

## История
Район основан в 1900 году